# Ambositra
Ambositra é uma cidade do Este de Madagáscar, sua população era de 32800 habitantes em 2001.  Ela é a capital da região de Amoron'i Mania.

## Geografia
A cidade é situada na estrada nacional No. 7 entre Antsirabe e Fianarantsoa.